# بوبي هاشمي
بوبي هاشمي (بالإنجليزية: Bobby Hashemi)‏ هو متحدث تحفيزي بريطاني، ولد في القرن العشرين.